# 宋健
宋 健（そう けん、1931年12月29日 - ）は、中華人民共和国の官僚、政治家、科学者。元中華人民共和国国家科学技術委員会（現在の中華人民共和国科学技術部）主任兼党組書記、第9回中国人民政治協商会議全国委員会副主席。

## 経歴
1931年12月29日、山東省栄成県で生まれる。1945年から1948年まで、宋健は山東省威海衛市政府で働いた。通信員、発展員、農村工作隊隊員を歴任した。1947年6月に中国共産党入党。1948年から1953年まで、宋健は山東膠東区党委員会幹部学校、山東工業幹部学校、ハルビン工業大学、北京外国語学院で勉強した。1953～1960年にバウマン記念モスクワ国立工科大学へ留学。
1960年に帰国し、中華人民共和国国防部第五研究院二分院研究室や副主任を務めた。1965年、七機部二十六所に転出。1968年、甘粛酒泉国防科委二十基地に転出。1970年、七機部二院生産組副組長に就任。1978年、副院長に昇格。1981年に北京信息控制研究所へ入所した。以後、研究員、所長、七機部総技師、七機部副部長、宇宙飛行工業部副部長、党組成員を歴任した。1984年、中華人民共和国国家科学技術委員会（現在の中華人民共和国科学技術部）主任兼党組書記に就任。1986年、中華人民共和国国務委員を兼務。1998年3月、第9回中国人民政治協商会議全国委員会副主席に選出される。1998年6月には中国工程院院長を兼務する。

## 栄典
- 1992年1月、中国科学院信息技術科学部院士
- 1994年4月、ロシア科学アカデミー外籍院士
- 1994年6月、中国工程院院士
- 1994年11月、スウェーデン王立工程科学院外籍院士
- 2000年、全米技術アカデミー外籍院士
- 2000年、欧亜科学院院士